# Heinz Werner Zimmermann
Heinz Werner Zimmermann (* 11. August 1930 in Freiburg im Breisgau; † 25. Januar 2022 in Oberursel) war ein deutscher Komponist.

## Leben

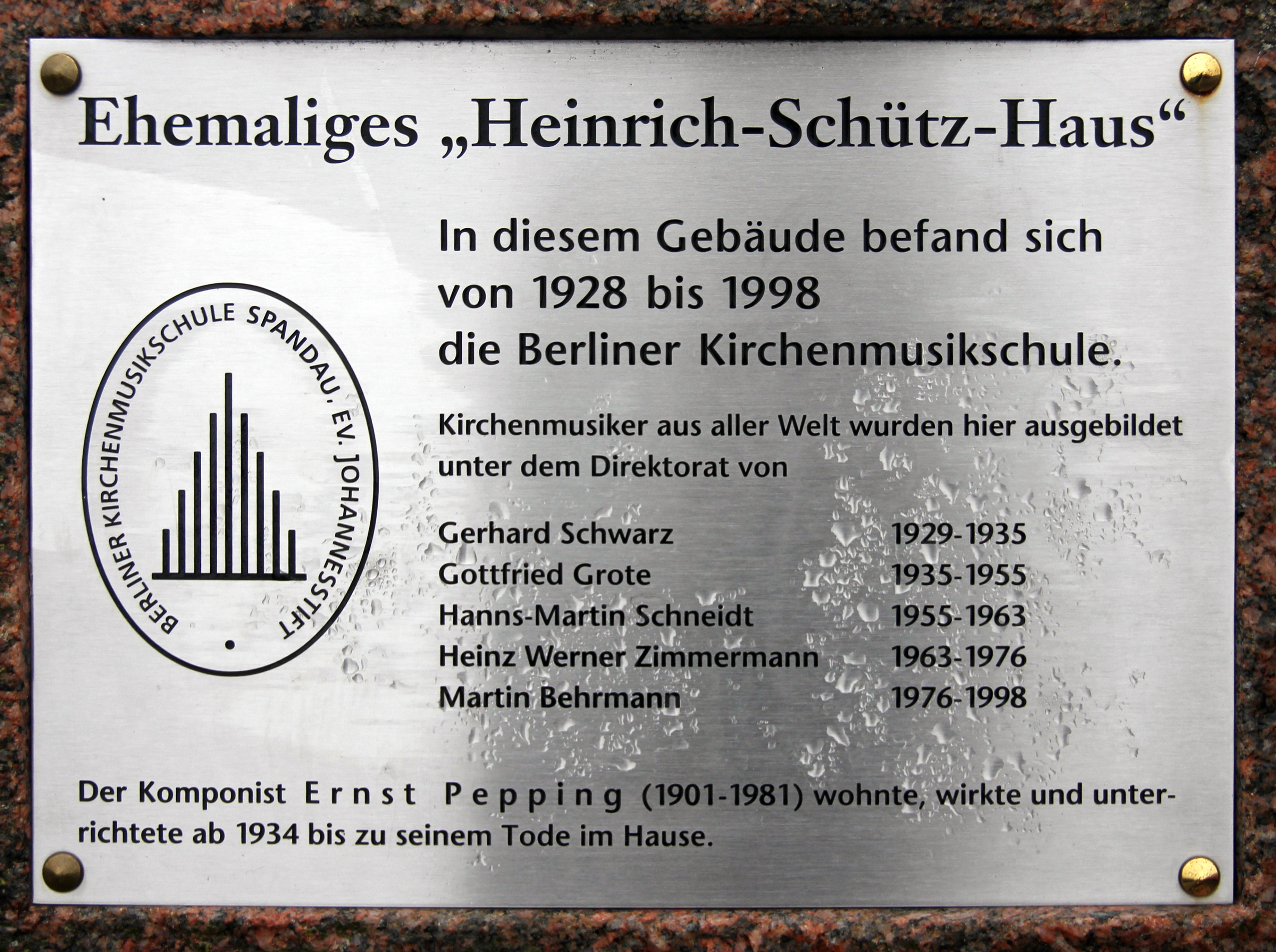
Gedenktafel am „Janusz-Korczak-Haus“, Schönwalder Allee 26, in Berlin-Hakenfelde

Heinz Werner Zimmermann wuchs am Bodensee auf, wo Julius Weismann von 1946 bis 1948 sein erster Kompositionslehrer war. Nach dem Abitur studierte Heinz Werner Zimmermann von 1950 bis 1954 bei Wolfgang Fortner in Heidelberg (daneben Musiktheorie am dortigen Evangelischen Kirchenmusikalischen Institut). Nach dem Kompositionslehrer-Examen (an der Musikhochschule Freiburg) wurde er 1954 Fortners Amtsnachfolger in Heidelberg.
Nachhaltig geprägt wurde Heinz Werner Zimmermann durch die Beschäftigung mit amerikanischen Spirituals und mit dem klassischen Jazz sowie durch persönliche Kontakte zum Heidelberger Ordinarius für Musikwissenschaft Thrasybulos Georgiades: dessen Rhythmus- und Sprachstudien wurden für den Komponisten zu einer wichtigen Anregung.
Heinz Werner Zimmermann hat danach als Leiter der Berliner Kirchenmusikschule im Johannesstift in Berlin-Spandau (von 1963 bis 1976) und als Kompositionslehrer an der Musikhochschule Frankfurt (von 1975 bis 1996) auch pädagogisch nachhaltig gewirkt.
Werke Heinz Werner Zimmermanns werden heute außer in Deutschland und in den USA in vielen weiteren Ländern aufgeführt. Seine Motetten mit Kontrabass, seine Orgelpsalmen und seine kirchenmusikalischen „Prosalieder“ haben ebenso kompositorisches Neuland betreten wie seine chorsymphonischen Hauptwerke, die „Missa Profana“ (mit Aufführungen in drei Kontinenten international beachtet), die „Bible of Spirituals“ und die „Symphonia Sacra“, die durch zahlreiche Aufführungen bekannt geworden sind.
Heinz Werner Zimmermann erhielt unter anderem Musikpreise der Städte Stuttgart und Berlin, 1965/66 das Villa-Massimo-Stipendium (Rom), 1982 den Johann-Sebastian-Bach-Preis (Stuttgart) und 2001 den Wittenberg-Award des New Yorker Luther-Instituts. Die Zuerkennung eines Ehrendoktortitels vonseiten der amerikanischen Wittenberg University in Springfield (Ohio) gab Anlass für drei Dissertationen an anderen amerikanischen Universitäten, davon eine 1970 an der Stanford University in Kalifornien: Allen Illick „The Choral Style of Heinz Werner Zimmermann“; Z. Randall Stroope „Later Choral Works of Heinz Werner Zimmermann“; Faythe Freese „The Hymns of Heinz Werner Zimmermann“. 2009 erhielt Heinz Werner Zimmermann die Ehrendoktorwürde der Universität Leipzig. 2012 erhielt er für sein Lebenswerk das Bundesverdienstkreuz.
Heinz Werner Zimmermanns wichtigste musikästhetische und musiktheoretische Aufsätze sowie sein Werkverzeichnis wurden in zwei Sammlungen veröffentlicht, die von Friedhelm Brusniak herausgegeben wurden: „Komposition und Kontemplation“ (2000) und „Komposition und Reflexion“ (2005).
Heinz Werner Zimmermann war mit der Organistin Renate Zimmermann verheiratet und verstarb am 25. Januar 2022 im Alter von 91 Jahren.

## Werke
- Vier Orgelpsalmen (Psalm 120, 121, 131 und 136); komponiert 1955; UA Heidelberg 1955; Peterskirche, Herbert Haag, Orgel. Berlin: Merseburger 1957.
- Lobet, ihr Knechte des Herrn, Motette für 5-stg. gem. Chor und Kontrabass; komponiert 1956; UA Heidelberg 1956; Aula der Alten Universität, Chor d. Evang. Kirchenmusikalischen Instituts Heidelberg, Leitung Bruno Penzien. Berlin: Merseburger 1957. USA: Springfield, Ohio: Cantry Music Press 1961.
- Uns ist ein Kind geboren, Motette für 5-stg. gem. Chor und Kontrabass; komponiert 1956; UA Heidelberg 1957; Sendestelle Heidelberg d. Süddeutschen Rundfunks, Heidelberger Studentenkantorei, Leitung Bruno Penzien. Berlin: Merseburger 1957. USA: Springfield, Ohio: Cantry Music Press 1961.
- Psalmkonzert, Kantate für Bassbariton, 5-stg. gem. Chor, Kinderchor, 3 Trompeten, Vibraphon und Kontrabass, komponiert 1956–1957; UA Heidelberg 1957; Peterskirche Heidelberg, Kantorei der Friedenskirche Heidelberg, Leitung Erich Hübner. Berlin: Merseburger 1958; rev. Fassung 1962. USA: St. Louis, Missouri: Concordia Publishing House 1966.
- Das Vater Unser, Motette für 7-stg. gem. Chor, Violoncelli, und Kontrabass, komponiert 1957; UA Dresden 1957; Kreuzkirche Dresden, Dresdner Kreuzchor, Leitung Rudolf Mauersberger. Berlin: Merseburger 1958.
- Weihnacht, vier Motetten für 3- bis 4-stg. gem. Chor und Kontrabass; komponiert 1957–1958; UA Heidelberg 1958; Peterskirche Heidelberg, Kantorei der Friedenskirche Heidelberg, Leitung Erich Hübner. Berlin: Merseburger 1958. USA: Springfield, Ohio: Chantry Music Press 1967.
- Gelobt sei der Herr täglich, Motette für 4-stg. gem. Chor und Kontrabass; komponiert 1957; UA Hamburg 1959; Chor des „Rauhen Hauses“, Leitung Otto Brodde. Berlin: Merseburger 1958.
- Herr, mache mich zum Werkzeug Deines Friedens, Motette für 6-stg. gem. Chor und Kontrabass; komponiert 1958; UA Karlsruhe 1959; Kantorei der Christuskirche Karlsruhe, Leitung Klaus Martin Ziegler. Berlin: Merseburger 1959; USA: Minneapolis, Minnesota: Augsburg Publishing House 1987.
- Siehe, wir ziehen hinauf gen Jerusalem, Passionsmotette für 8-stg. gem. Chor und Kontrabass; komponiert 1960–1961; UA Dresden 1961; Kreuzkirche, Dresdner Kreuzchor, Leitung Rudolf Mauersberger. Kassel: Bärenreiter 1962.
- O sing unto the Lord, Motette für 4-stg. gem. Chor und Kontrabass; komponiert 1961; UA Berchtesgaden 1962; Choir Clinic of the US Forces in Europe, Leitung Malcolm M. Johns. USA: Springfield, Ohio: Chantry Music Press 1962. Deutschland: Kassel: Bärenreiter 1964: „Kommt, singt unserem Herrn“.
- Vesper für Chor und drei Instrumente (Vib., Cemb., Kb.) in fünf Sätzen (Ingressus, Psalm 118, Psalm 46, Hymnus, Magnificat), in deutscher Sprache; komponiert 1960–1961; UA Heidelberg 1962; Heidelberger Studentenkantorei, Leitung Bruno Penzien. Kassel: Bärenreiter 1962. USA: Carol Stream, Illinois: Agape Music Publishing House 1975.
- Weihnachtslied für Altsolo, gem. Chor, Vibraphon, Cembalo und Kontrabass (Text: Ilse Schnell); komponiert 1961; UA München 1962; Kantorei der St. Matthäuskirche, Leitung Rudolf Zöbeley. Kassel: Bärenreiter 1962. USA: Chapel Hill, North Carolina: Hinshaw Music Inc. 1977.
- Make a joyful noise unto God, Motette für 5-stg. gem. Chor a cappella (Psalm 66, 1–3); komponiert 1964; UA Cork, Irland, 1965; Kaufbeurer Martinsfinken, Leitung Ludwig Hahn. USA: Springfield, Ohio: Chantry Music Press 1966. Deutschland: Kassel: Bärenreiter 1974: „Jauchzet Gott, dem Herrn, alle Welt“.
- Chorvariationen über ein Thema von Distler für Solo-Sopran und 4- bis 6-stg. Chor a cappella; komponiert 1964; UA Berlin 1964; Matthäuskirche Berlin-Steglitz, Spandauer Kantorei, Leitung Helmuth Rilling. Kassel: Bärenreiter 1965.
- Drei Fragen (auf Gedichte von G. Benn, H. M. Enzensberger und I. Bachmann) für Tenor-Solo, Sprecher, 5-stg. gem. Chor und Kammerorchester; komponiert 1966–1968; UA Berlin 1970; Kantorei der Sühne-Christi-Kirche, Berlin-Charlottenburg, Leitung Hanns-Martin Lehning. Kassel: Bärenreiter 1970.
- Sechs Neue Lieder (1959–1968) im Orgelsatz und Chorsatz (3- bis 5-stg. gem. Chor). Kassel: Bärenreiter 1970:
„Gott ist unsre Zuversicht“, „Uns ist ein Kind geboren“, „Gott aber kann machen“, „Ehre sei Gott in der Höhe“, „Und das Wort ward Fleisch“, „Singet dem Herrn ein neues Lied“.
- Three Spirituals in Memory of Dr. Martin Luther King jr. für 8-bis 12-stg. gem. Chor a cappella („Crucifixion“, „In that Great Gettin'-Up Mornin'“, „I am Glad“); komponiert 1968–1969; UA St. Paul, Minnesota, USA, 1972; Bethel College Choir, St. Paul, Leitung Robert Berglund. Minneapolis, Minnesota: Augsburg Publishing House 1969. Deutschland: München: Strube 1990.
- Psalm 100 (engl.) für 4-stg. gem. Chor, Orgel und Kontrabass; komponiert 1969; UA Minneapolis, Minnesota, USA, 1969. Minneapolis, Minnesota: Augsburg Publishing House 1969.
- Psalm 23 (engl.) für 4-stg. gem. Chor, Orgel und Kontrabass; komponiert 1970; UA Minneapolis, Minnesota, 1970; Augsburg College Choir, Leitung Leland Sateren. Minneapolis, Minnesota: Augsburg Publishing House 1970.
- Three Simple Melodies für Mezzosopran-Solo und Klavier auf Texte von Marjorie Jillson („How far is far enough?“, „From where …“, „Life sings in Spring“); komponiert 1971; UA 1971. New York, N. Y.: Carl Fischer Inc. 1972.
- Five Hymns (1971–1972) im Orgelsatz und Chorsatz (4-stg. gem. Chor). St. Louis, Missouri: Concordia Publishing House 1973:
„The Lord is my light“, „Have no fear, little Flock“, „Praise the Lord“, „And the Word became Flesh“, „Those who trust in the Lord“.
- Psalm 117 (engl.) für 4-stg. gem. Chor, Gitarre, Orgel, Kontrabass; komponiert 1972; UA Greenville, South Carolina, 1973; Furman University Chorus, Leitung Milburn Price. New York, N. Y.: Carl Fischer Inc. 1973.
- Psalm 148 (engl.) für 5-stg. gem. Chor, Sopran-Solo und Tenor-Solo, mit Orgel, Vibraphon und Kontrabass; komponiert 1972. New York, N. Y.: Carl Fischer Inc. 1973.
- Now to the King of all Worlds (1. Tim. 1, 17), Motette für 3-stg. gem. Chor und Orgel; komponiert 1972. Springfield, Ohio: Chantry Music Press 1973.
- Vier Collagen für l0-stg. gem. Kammerchor und Klavier auf barocke Epigramme und Bach Inventionen; komponiert 1972; UA Berlin 1973; RIAS-Kammerchor Berlin, Leitung Uwe Gronostay. Kassel: Bärenreiter 1974.
- Psalm 13 (engl.) für 4-stg. gem. Chor, Orgel und Kontrabass; komponiert 1973. New York, N. Y.: Carl Fischer Inc. 1974. Deutschland: Kassel: Bärenreiter 1976.
- Psalm 67 (engl.) für 4-stg. gem. Chor, Orgel und Kontrabass; komponiert 1973. New York, N. Y.: Carl Fischer Inc. 1974.
- Psalm 121 (engl.) für 8-stg. gem. Chor a cappella; komponiert 1973. New York, N. Y.: Carl Fischer Inc. 1975.
- My Help comes from the Lord (Ps. 121) für 4-stg. Chor, Orgel und Kontrabass; komponiert 1974. New York, N. Y.: Carl Fischer Inc. 1975.
- Psalm 134 (engl.) für Männerchor, Harfe und Orgel; komponiert 1974; New York, N. Y.: Carl Fischer Inc. 1976.
- Come, let us praise the Lord, Christmas Carol im Orgelsatz und Chorsatz; komponiert 1974; UA Berlin 1974, Dorfkirche Zehlendorf, Lutheran American Church of Berlin. New York, N. Y.: Carl Fischer Inc. 1976; Deutschland: Wuppertal: Verlag Evangelischer Sängerbund 1987: „Kommt, singt und freut euch heut“.
- Be glad in the Lord and Rejoice, Osterlied für 4-stg. gem. Chor und Orgel; komponiert 1977; New York, N. Y.: Carl Fischer Inc. 1978.
- Now we have received, Kleine Pfingstkantate für 4-stg. gem. Chor, Trompete (Oboe) und Orgel; komponiert 1979; New York, N. Y.: Carl Fischer Inc. 1980.
- Psalm 130 (engl.) für Solo-Bariton, 4-stg. gem. Chor, Gitarre und Kontrabass; komponiert 1976; UA Eugene, Oregon, USA, 1976; Chor der Bach-Akademie, Leitung Helmuth Rilling. New York, N. Y.: Carl Fischer Inc. 1977.
- Missa Profana, lateinische Messe für vier Soli (SATB), 5-stg. gem. Chor, Dixieland-Band, Bandeinspielung elektronischer Geräusche und großes Orchester (Introitus, Kyrie, Gloria, Credo, Sanctus, Agnus). Komponiert 1962–1977; UA Minneapolis 1981, Orchestra Hall, Minneapolis, Bethel College Choir, Mount Olivet Senior Choir (Einstudierung Robert Berglund), Minnesota Orchestra, Gesamtleitung Henry Charles Smith. Bad Schwalbach: Edition Gravis 1996.
- Drei Nestroy-Collagen für 4-stg. gem. Chor und zwei Klaviere; komponiert 1976–1977; UA Salzburger Festspiele 1978; Wiener Staatsopernchor, Leitung Walter Hagen-Groll. Kassel: Bärenreiter 1978.
- Psalm 150 (engl.) für Koloratur-Sopran, zwei 4-stg. gem. Chöre und Orchester; komponiert 1977–1978; UA Iowa City, Iowa, 1978; Chor des Bach-Festivals 1978, Leitung Helmuth Rilling. New York, N. Y.: Carl Fischer Inc. 1978 (Klavierauszug und Leihmaterial).
- A Cycle of Rhymes für 4-stg. Chor a cappella („Old King Cole“, „A comical Song“, „Hickory, Dickory, Dock“, „Tweedledum and Tweedledee“); komponiert 1978; UA San Antonio, Texas, 1978; Texas Choral Conductors’ Association, TCDA Convention. New York, N. Y.: Carl Fischer Inc. 1978.
- Wachet auf ruft uns die Stimme, Chorfantasie für 12-stg. gem. Chor a cappella; komponiert 1979; UA Kopenhagen 1979; Rundfunkchor Kopenhagen und RIAS-Kammerchor Berlin, Leitung Uwe Gronostay. Kassel: Bärenreiter 1979.
- Nun sich das Herz von allem löste, Chorfantasie für 12-stg. gem. Chor a cappella (Liedtext Jochen Klepper); komponiert 1980; UA Stockholm 1980; Stockholmer Rundfunkchor, Leitung Uwe Gronostay. Kassel: Bärenreiter 1980.
- St. Thomas-Kantate („O komm, Du Geist der Wahrheit“) für Mezzosopran- und Bariton-Solo, 4-stg. gem. Chor und Orchester; komponiert 1981–1982; UA Stuttgart 1982; Leonhardskirche, Gächinger Kantorei, Leitung Helmuth Rilling. Kassel: Bärenreiter 1982. Neufassung 2002.
- Konzert für Bratsche und Orchester in drei Sätzen; komponiert 1980–1986; UA XIV. International Viola Congress Ann Arbor, Michigan, USA, 1987; Solist William Preucil sr., Air Force Orchestra Washington D.C., Leitung Dennis Layendecker. Bad Schwalbach: Edition Gravis, 2007.
- Streichquartett in vier Sätzen; komponiert 1982–1988; UA Bad Homburg 1988; Phoenix-Quartett Frankfurt am Main. Bad Schwalbach: Edition Gravis 1998.
- The Bible of Spirituals (engl.), Oratorium auf 16 Texte amerikanischer Spirituals für vier Vokalsolisten (SATB), 5-stg. gem. Chor, 1-stg. Kinderchor und Orchester. Bestehend aus zwei Teilen:
1. „The Hebrew Chillen's Hallelu“ (Altes Testament); komponiert 1984–1985; UA Berlin 1986; Philharmonischer Chor Berlin, Radio-Symphonieorchester des SFB, Leitung Uwe Gronostay. Bad Schwalbach: Edition Gravis 1996.
2. „The Prince of Peace“ (Neues Testament); komponiert 1986–1987; UA Manila (Philippinen) 1987; Cultural Center of the Philippines, Concert Hall, Manila Madrigal Singers, Philippine Philharmonic Orchestra, Leitung Francisco Feliciano. Bad Schwalbach: Edition Gravis 1996.
GesamtUA beider Teile Pforzheim 1994; Bach-Chor Pforzheim, Jugendkantorei Pforzheim, verstärktes Bach-Orchester Pforzheim, Leitung Rolf Schweizer. Gesamtausgabe: Bad Schwalbach: Edition Gravis 1996.
- Nunc Dimittis („Herr, nun lässest Du Deinen Diener“) für 4-stg. gem. Chor, Vibraphon, Orgel und Kontrabass; komponiert 1987–1988; UA 1988 in Paderborn, Kantorei Bad Driburg, Leitung Heinrich Bentemann. München: Strube 1989.
- Prolog und Fuge für Orgel; komponiert 1989–1990; UA Herford (Westfalen) 1990; Uwe-Karsten Gross. Wolfenbüttel: Möseler 1990.
- Zwei neue geistliche Lieder („Gott ist Liebe“, „Jesus Christus hat dem Tod die Macht genommen“) im Orgelsatz und Chorsatz; komponiert 1989. München: Strube 1989. USA: Siehe unten („Three New Hymns“).
- Gott ist Liebe, Liedmotette für 5-stg. gem. Chor a cappella (auf den Text des Liedes „Gott ist Liebe“); komponiert 1990. München: Strube 1990. USA: Chapel Hill, North Carolina: Hinshaw Music Inc. 1995 („God is Loving“).
- Three New Hymns (engl.), im Orgelsatz und Chorsatz („God is Loving“, „God, You reveal Your Spirit“, „Christ, our Savior“); komponiert 1989–1991. Texte von Marjorie A. Jillson. Chapel Hill, North Carolina: Hinshaw Music Inc. 1992.
- Neujahrslied („Von guten Mächten“) für 5-stg. Chor, Orgel und Kontrabass auf den Text von Dietrich Bonhoeffer; komponiert 1991; UA Union Theological Seminary New York, New York City 1992; Dresdner Kammerchor, Leitung Hans-Christoph Rademann. München: Strube 1992.
- Großer Gott meines Lebens, ich will Dir lobsingen, Motette für 6-stg. gem. Chor (auf Gertrud von Le Forts „Te Deum“); komponiert 1992; UA Kunstsommer Schwabenakademie Irsee; Akademiechor, Leitung Kurt Suttner. München: Strube 1992.
- Lobt den Herrn! Liedkantate für Trompete, zwei Elektro-Gitarren, Kontrabass und 5-stg. gem. Chor; komponiert 1992; Kompositionsauftrag des Evang. Kirchentags München 1993; UA München 1993; Studiochor des Evangelischen Kirchentags 1993, Leitung Roderich Kreile. München: Strube 1993.
- Konzert für Oboe und Orchester in drei Sätzen; komponiert 1987–1994; UA Sioux Falls, South Dakota, 1995; Thomas Hinniker, Oboe, Dakota Symphony Orchestra, Leitung Henry Charles Smith. Berlin: Edition Gravis, 2011.
- Drei Orgelvorspiele („Wie soll ich dich empfangen“, „Gott ist unsre Zuversicht“, „Herr, mach uns stark im Mut“); Kassel: Merseburger 1994.
- Konzert für Klavier und Orchester in drei Sätzen; komponiert 1985–1996; noch nicht veröffentlicht.
- Symphonia Sacra („Symphonie des Lichtes“) für drei Vokalsolisten (STB), Combo, 5-stg. gem. Chor und großes Orchester auf Bibeltexte und deutsche geistliche Dichtung in fünf Sätzen; komponiert 1992–1995; UA Gewandhaus Leipzig 1997; Thomanerchor, Gewandhauschor, Gewandhausorchester, Leitung Georg Christoph Biller. Bad Schwalbach: Edition Gravis 1997.
- Te Deum (lat. und dt.) für Sopran- und Bariton-Soli, 5-stg. gem. Chor und Orchester (Te Deum I, Canticum, Sanctus, Canticum, Te Deum II); komponiert 1990–1998; UA Philharmonie Berlin 2000; Philharmonischer Chor Berlin, Leitung Uwe Gronostay. Bad Schwalbach: Edition Gravis 1999. Neufassung 2006.
- Christ is King (1. Tim. 1,17), Bibelprosa-Lied 1998 mit Zusatzstrophen von Marjorie Jillson. Chorsatz (SATB) mit Trompete und Orgel. St. Louis, Missouri, USA: Concordia Publishing House 2000.
- Streichquintett in vier Sätzen; komponiert 1999. UA 2000; Hàba-Streichquartett Frankfurt beim Dietzenbach-Musikfest. Bad Schwalbach: Edition Gravis 1999.
- Lento für Streichquintett; komponiert 1988–1992; UA Kunstsommer Schwabenakademie Irsee 1992; Einstudierung Hans-Erik Deckert. Seit 1999 Bestandteil des 4-sätzigen Streichquintetts (siehe 58).
- Aus meinen Lieblingsliedern, fünf kleine Liedversmotetten für 5-stg. Chor (SMATB) a cappella; komponiert 1999; UA Chorfest Berlin 2003; Jugendkantorei Ratingen-Hösel, Leitung Toralf Hildebrandt. München: Strube 2000.
- „Du stellst meine Füße auf weiten Raum“ (Ps. 31), Motette für 2 Chöre, Orgel und Kontrabass; komponiert 2000; UA Deutscher Evangelischer Kirchentag 2001 Frankfurt a. M.; Zwei Chöre der EKHN (Ev. Kirche in Hessen und Nassau) unter Michael Graf Münster. Kassel: Bärenreiter 2001.
- Fünf Blues-Fantasien für Klavier; komponiert 1954–2002; UA in der Reihe „ARTES“ der Musikhochschule Frankfurt a. M. durch Eike Wernhardt 2004. Bad Schwalbach: Edition Gravis 2003.
- Sieben neue Lieder (1999–2003) im Orgelsatz und Chorsatz (SATB). Kassel: Bärenreiter 2005:
„Meine Zeit ist noch nicht gekommen“, „Des Menschen Sohn“, „Christus, der Herr“, „Gott ist Geist“, „Der die Hand zum Segnen öffnet“, „Wir singen Dir, der Du im Licht“, „Daß wir sind und daß wir leben“ (Texte von B. Epple, I. Pilger und H.W.Z.)
- Marienlob (2003), drei Motetten für 2 gemischte Chöre auf biblische, altrussische und islamische Marientexte. UA 80. Bachfest Leipzig 2005; Thomanerchor unter G. Chr. Biller. Kassel: Bärenreiter 2005.
- Zwei Vesper-Psalmen (Ps. 145 und 100) für Chor und 3 Instrumente (2003). Kassel: Bärenreiter 2008.
- Vier neue Lieder (2003–2004) im Orgelsatz und Chorsatz (SATB).
„Gehet hin und machet zu Jüngern“, „Lasset uns festhalten“, „Es ist nicht gut, daß der Mensch allein sei“, „Denn wir haben hier keine bleibende Stadt“ (Bibelprosa mit hinzugefügten Strophen); Kassel: Bärenreiter 2008.
- „Laßt uns dem Herrn frohlocken“ (Ps. 95, 1–3 und 6), Motette für 4-stg. gem. Chor und Kontrabass; komponiert 2005; UA Domjubiläum Berlin 2005; Staats- und Domchor Berlin, Leitung Kai-Uwe Jirka. Kassel: Bärenreiter 2008.
- Drei Spirituals („I got a robe“, „Nobody knows the trouble“, „Let us tell you 'bout heaven“, ) für 6-stg. gem. Chor a cappella; komponiert 2007; Ersteres ist dem Dirigenten Matthias Beckert gewidmet; UA im Neuhaussaal/Regensburg 2007, Jubiläumskonzert des Vokalensemble Cantabile Regensburg, Leitung Matthias Beckert; Kassel: Bärenreiter 2008.
- Rogate, drei Motetten für 6- bis 8-stimmigen gem. Chor mit Orgel und Kontrabass („Opfre Gott Dank“, „Wahrlich, ich sage euch“, „Werft euer Vertrauen nicht weg“); komponiert 2008; UA „Wahrlich, ich sage euch“ 2009 durch den Thomanerchor Leipzig unter Georg Christoph Biller (aus Anlass der Ehrenpromotion); Kassel: Bärenreiter 2009.
- Don-Giovanni-Variationen (2006–2007); Sieben Orchesterstücke nach Mozarts Dramma Giocoso; komponiert 2006-2017, UA Casino-Festsaal der Goethe-Universität Frankfurt 2019, Orchester des Collegium Musicum der Goethe-Universität, Leitung Jan Schumacher, Kassel: Bärenreiter, 2019
- Das Te Deum deutsch (in der Übersetzung von Martin Luther), Motette für 12-stg. gem. Chor a capp.; komponiert 2009; Kassel: Bärenreiter 2010.
- Vesper für Chor und drei Instrumente (Vib., Cemb., Kb.), Neufassung in sechs Sätzen (Ingressus, Psalm 145, Psalm 100, Psalm 46, Hymnus, Magnificat), in deutscher Sprache, komponiert 2003-2006; UA Eppstein (Taunus), Chor der Evang. Fortbildungsstätte für Kirchenmusik Hessen in Schlüchtern, Leitung Gunther Martin Göttsche. Kassel: Bärenreiter, 2010.
- Zwei Neue Lieder („Herr, Deine Gnade reicht so weit der Himmel ist“, „Lobet den Herrn, alle Heiden“) im Orgelsatz und Chorsatz; komponiert 2010. Kassel: Bärenreiter, 2011.
- Ave Maria, Motette für Solosopran, zwei 4-stg. gem. Chöre und Kontrabass; komponiert 2008; UA Thomanerchor Leipzig unter Georg Christoph Biller.
- Triplum für Orgel vierhändig; komponiert 2008; UA 2009, Altenberger Dom, durch Beatrice Weinberger und Gerhard Weinberger; noch unveröffentlicht.

## Diskographie

### 45'-Schallplatten
- Das Vater unser – Lobet, ihr Knechte des Herrn – Uns ist ein Kind geboren. Drei Motetten für Chor und Kontrabass. Heinrich Schütz-Kreis Bethel, Leitung Adalbert Schütz. CANTATE-Schallplatten, 1958. (Nr. 643 235)
- Orgelpsalm 136. in: „Zeitgenössische Musik auf der Walcker-Orgel“. Joachim Widmann, Orgel (Stadtpfarrkirche Ludwigsburg). WALCKER-Schallplatte, o. J. (ca. 1964)
- Und das Wort ward Fleisch Strophenlied, in „Ich will mich fügen“. Zeitgenössische Kirchenlieder im Orgelsatz und Chorsatz. Hessische Kantorei, Leitung Philipp Reich. CANTATE-Schallplatten, 1968. (Nr. 659 406 Stereo)

### 33'-LP-Schallplatten
- Psalmkonzert. Kantate für Bariton, 5-stg. Chor, Knabenchor, drei Trompeten, Vibraphon und Kontrabass. Chor der Christuskirche Karlsruhe, Leitung Klaus Martin Ziegler. CANTATE-Schallplatten, 1962. (Nr. 657 607 Stereo)
- Chorvariationen über ein Thema von Distler für Solosopran und Chor. Spandauer Kantorei Berlin, Leitung Helmuth Rilling; Sopran-Solo Elisabeth Speiser. CANTATE-Schallplatten, 1965. (Nr. 650 221 Stereo)
- Vesper, Weihnacht und Weihnachtslied für Chor und Instrumente. Spandauer Kantorei Berlin, Leitung Martin Behrmann. CANTATE-Schallplatten, 1967. (Nr. 658 217 Stereo)
- Crucifixion. Spiritualfantasie für 12-stg. gem. Chor a cappella. Bethel Choir, St. Paul, Minnesota, USA, Leitung Robert Berglund. (Im Album „Zeitgenössische Musik in der Bundesrepublik Deutschland“, Teil 6, 1960–1970, des Deutschen Musikrats Bonn). DEUTSCHE HARMONIA MUNDI und EMI ELECTROLA, 1983.
- Kommt, singt und freut euch heut, Weihnachtslied. In der LP „Also hat Gott die Welt geliebt“, Chor- und Bläsermusik  zu Advent und Weihnachten. Chor des Evangelischen Sängerbunds Wuppertal, Leitung Reinhold Weber. ERF-Verlag, Wetzlar, 1989.

### Compact Discs (CD)
- Uns ist ein Kind geboren, Motette für 5-stg. Chor und Kontrabass. Auf der CD „Carols around the World“. Das Quink Vocal Ensemble Hilversum, NL. Telarc Digital, 1989. (Nr. 30014)
- Psalmkonzert. Kantate für Bariton, 5-stg. Chor, Knabenchor, drei Trompeten, Vibraphon und Kontrabass. Auf der CD „Neue Musik in der Kirche“. Chor der Christuskirche Karlsruhe, Leitung Klaus Martin Ziegler. Cantate-CD, 1997. (Nr. 58009)
- Jauchzet Gott, dem Herrn, alle Welt – Geistliche Chormusik. 19 Werke gottesdienstlicher Chormusik a cappella und mit Instrumenten aus drei Jahrzehnten (1958–1988). Jugendkantorei Ratingen-Hösel, Leitung Toralf Hildebrandt. Discant Classics, 1998. (Nr. DSC 2022)
- Streichquartett (1988). Auf der CD „Felix Mendelssohn Bartholdy und Heinz Werner Zimmermann – Streichquartette“. ARTUS-Streichquartett Saarbrücken. Discant Classics, 1998. (Nr. DSC 2023)
- Chorvariationen über ein Thema von Distler für Solo-Sopran und 5- bis 6-stg. gem. Chor, „Nun sich das Herz von allem löste“ (Motette für 12-stg. gem. Chor) und „Jauchzet Gott, dem Herrn, alle Welt“ (Motette für 5-stg. gem. Chor). Chorensemble „Amici musicae“ Leipzig unter Ron-Dirk Entleutner. Apollon Classics Leipzig 2000. (Apc 10200/LC 10940)
- Symphonia sacra – „Symphonie des Lichtes“ für Soli, Chor, Jazzcombo und Orchester. Motettenchor Pforzheim, Jugendkantorei Pforzheim, Württemb. Philharmonie Reutlingen, Leitung Rolf Schweizer. Bayer-Records Cadenza, Bietigheim-Bissingen 2001. (CAD 800909) (LC 06474)
- Heinz Werner Zimmermann – Chorwerke. Vokalensemble Cantabile Regensburg unter Matthias Beckert. Spektral-Records, Regensburg 2009. (SRL 4-08040) (LC 15543)